# Nati nel 1675
| Questa pagina contiene informazioni ricavate automaticamente dalle voci biografiche con l'ausilio del template Bio e di un bot. L'aggiornamento è periodico e automatico e ricostruisce completamente la pagina. Se manca una persona in questa lista, sei pregato di non aggiungerla, ma accertati piuttosto che la sua voce biografica contenga il template Bio e che i dati anagrafici siano correttamente compilati. Se il template Bio manca, inseriscilo tu stesso o, in alternativa, metti l'avviso {{tmp\|Bio}} che ne segnala la mancanza. Se i dati riportati sono sbagliati, correggi direttamente la voce biografica; le modifiche saranno visibili in questa lista entro pochi giorni. Per chiarimenti vedi il progetto biografie. La lista contiene solo le 94 persone che sono citate nell'enciclopedia e per le quali è stato implementato correttamente il template Bio. Pagina aggiornata al 18 ago 2025. |

## Gennaio(6)
- 4 gennaio - Liberato Weiss, presbitero tedesco († 1716)
- 15 gennaio - Nicolas Prosper Bauyn d'Angervilliers, politico e nobile francese († 1740)
- 16 gennaio - Martin Naboth, anatomista tedesco († 1721)
- 16 gennaio - Louis de Rouvroy de Saint-Simon, scrittore francese († 1755)
- 21 gennaio - Sibilla di Sassonia-Lauenburg, principessa sassone († 1733)
- 27 gennaio - Erik Benzelius il Giovane, arcivescovo luterano, teologo e bibliotecario svedese († 1743)

## Febbraio(6)
- 8 febbraio - Magdalena Sibylla von Neitschütz, nobildonna tedesca († 1694)
- 11 febbraio - Johann Alexander Döderlein, archeologo, meteorologo e numismatico tedesco († 1745)
- 11 febbraio - Giuseppe Groppelli, scultore italiano († 1735)
- 18 febbraio - Ferdinando Sanfelice, architetto, pittore e nobile italiano († 1748)
- 25 febbraio - Maria Eleonora d'Assia-Rotenburg, principessa tedesca († 1720)
- 28 febbraio - Guillaume Delisle, cartografo e geografo francese († 1726)

## Marzo(7)
- 7 marzo - Jean-Pierre de Caussade, gesuita francese († 1751)
- 21 marzo - Matteo Sacchetti, I marchese di Castelromano, nobile e diplomatico italiano († 1744)
- 23 marzo - Filippo Maria de Monti, cardinale italiano († 1754)
- 24 marzo - Federica di Sassonia-Gotha-Altenburg, principessa († 1709)
- 28 marzo - Federico Guglielmo di Meclemburgo-Schwerin, duca tedesco († 1713)
- 28 marzo - Giovanni Guglielmo di Sassonia-Jena, duca tedesco († 1690)
- 31 marzo - Papa Benedetto XIV, papa, arcivescovo cattolico e cardinale italiano († 1758)

## Aprile(7)
- 1º aprile - George Shelvocke, corsaro inglese († 1742)
- 5 aprile - Claudia De Angelis, religiosa italiana († 1715)
- 10 aprile - Sophia von Kielmansegg, contessa di Darlington, nobildonna tedesca († 1725)
- 18 aprile - Giulio Sacchi, vescovo cattolico italiano († 1738)
- 20 aprile - Al-Husayn I ibn Ali al-Turki, sovrano tunisino († 1740)
- 23 aprile - Charles Spencer, III conte di Sunderland, politico britannico († 1722)
- 29 aprile - Giovanni Antonio Pellegrini, pittore italiano († 1741)

## Maggio(4)
- 4 maggio - Robert FitzGerald, XIX conte di Kildare, nobile irlandese († 1743)
- 10 maggio - Raulo Costanzo Falletti, arcivescovo cattolico italiano († 1748)
- 10 maggio - Niccola Maria Salerno, poeta e romanziere italiano († 1762)
- 22 maggio - Yves-Marie André, filosofo francese († 1764)

## Giugno(7)
- 1º giugno - Scipione Maffei, storico, drammaturgo e diplomatista italiano († 1755)
- 12 giugno - Frans van Stampart, pittore, incisore e editore fiammingo († 1750)
- 13 giugno - Camillo Filippo Pamphili, III principe di San Martino al Cimino e Valmontone, principe italiano († 1747)
- 18 giugno - Fulgenzio Bellelli, religioso italiano († 1742)
- 23 giugno - Louis Silvestre II, pittore francese († 1760)
- 24 giugno - Biagio Puccini, pittore e incisore italiano († 1721)
- 28 giugno - Pierre Lemonnier, matematico e filosofo francese († 1757)

## Luglio(8)
- 5 luglio - Mary Walcott, statunitense
- 6 luglio - Giovanni Camillo Ciabilli, pittore e poeta italiano († 1746)
- 12 luglio - Evaristo Felice Dall'Abaco, compositore e violoncellista italiano († 1742)
- 14 luglio - Claude Alexandre de Bonneval, militare francese († 1747)
- 14 luglio - Juan Rodríguez Juárez, pittore messicano († 1728)
- 17 luglio - Girolamo Baruffaldi, presbitero, poeta e letterato italiano
- 19 luglio - Giommaria Mameli, politico italiano († 1751)
- 23 luglio - Giovanni Minotto Ottoboni, arcivescovo cattolico italiano († 1742)

## Agosto(4)
- 2 agosto - Giulio Cesare Compagnoni, vescovo cattolico italiano († 1732)
- 6 agosto - Louis Sauveur Villeneuve, ambasciatore francese († 1745)
- 11 agosto - Anna Maria Vittoria di Borbone-Condé, principessa francese († 1700)
- 26 agosto - Pietro Paolo Laurenti, compositore e cantante italiano († 1719)

## Settembre(4)
- 6 settembre - Giacomo Caracciolo, arcivescovo cattolico, diplomatico e funzionario italiano († 1718)
- 11 settembre - Agostino Pantò, teologo, oratore e giurista italiano († 1735)
- 15 settembre - Vakhtang VI di Cartalia, re, scrittore e poeta († 1737)
- 18 settembre - Cristiano Alberto di Brandeburgo-Ansbach, nobile tedesco († 1692)

## Ottobre(8)
- 6 ottobre - Diamante Maria Scarabelli, soprano italiano († 1754)
- 7 ottobre - Orazio Borgondio, gesuita e matematico italiano († 1741)
- 11 ottobre - Samuel Clarke, filosofo inglese († 1729)
- 14 ottobre - William Legge, I conte di Dartmouth, nobile inglese († 1750)
- 20 ottobre - Giacomo Strobl junior, intagliatore italiano († 1749)
- 21 ottobre - Higashiyama, imperatore giapponese († 1710)
- 24 ottobre - Richard Temple, I visconte Cobham, militare e politico britannico († 1749)
- 27 ottobre - Domenico Rosso, arcivescovo cattolico italiano († 1747)

## Novembre(3)
- 9 novembre - Niccolò Maria Lercari, cardinale e arcivescovo cattolico italiano († 1757)
- 11 novembre - Anna Augusta di Hohenlohe-Waldenburg-Schillingsfürst, principessa tedesca († 1711)
- 12 novembre - Michail Michajlovič Golicyn, ufficiale russo († 1730)

## Dicembre(4)
- 1º dicembre - Giovanni Soffietti, vescovo cattolico italiano († 1747)
- 11 dicembre - Raniero Felice Simonetti, cardinale e arcivescovo cattolico italiano († 1749)
- 12 dicembre - Benjamin Hederich, latinista, grecista e lessicografo tedesco († 1748)
- 22 dicembre - Sebastiano Galeotti, pittore italiano († 1741)

## Senza giorno specificato(26)
- Pietro Alborghetti, attore teatrale e attore teatrale italiano († 1731)
- Antonio Beduzzi, architetto e pittore italiano († 1735)
- Tarabai Bhosale, sovrana indiana († 1761)
- Michel Blondy, ballerino e coreografo francese († 1739)
- William Cadogan, I conte Cadogan, nobile e ufficiale inglese († 1726)
- Giuseppe Maria Caranza, diplomatico italiano († 1731)
- David Carnegie, IV conte di Northesk, nobile scozzese († 1729)
- Jean-Sylvain Cartaud, architetto francese († 1758)
- Lorenzo Comendich, pittore italiano († 1720)
- Jemima Crew, nobildonna inglese († 1728)
- John Erskine, XXIII conte di Mar, politico britannico († 1732)
- Ignazio Giorgi, scrittore, poeta e traduttore dalmata († 1737)
- Giovanni Antonio Grecolini, pittore italiano († 1736)
- Luca Grimaldi, doge († 1750)
- Antonio Guidetti, architetto italiano († 1730)
- Hacı İvaz Mehmed Pascià, politico ottomano († 1743)
- Charles Howard, IX conte di Suffolk, nobile e politico inglese († 1733)
- William Jones, matematico gallese († 1749)
- Jean-François Melon, economista francese († 1738)
- Aureliano Milani, pittore, disegnatore e incisore italiano († 1749)
- Jean-Baptiste de Mirabaud, scrittore e traduttore francese († 1760)
- Dudleya North, orientalista e linguista inglese († 1712)
- Mahmud Shah II di Johor, sovrano malese († 1699)
- Giovanni Porta, compositore italiano († 1755)
- Henry Sacheverell, presbitero e politico inglese († 1724)
- Thomas Twining, imprenditore britannico († 1741)